# Hillsborough and Culcavy
Hillsborough and Culcavy es una localidad situada en el condado de Down de Irlanda del Norte (Reino Unido), con una población en 2011 de 3953 habitantes.
Se encuentra al suroeste de Belfast —la capital de Irlanda del Norte— y de la península de Ards, y al este del lago Neagh, el mayor lago de las islas británicas.